# できる7人
できる7人（できるしちにん）は、犬の心、グランジ、ライスの3組のコント師（総勢7人）によるお笑いユニットである。

## メンバー
- 犬の心（押見泰憲、いけや賢二）
- グランジ（五明拓弥、遠山大輔、佐藤大）
- ライス（関町知弘、田所仁）

## 概要
グランジ遠山大輔が発起人、担当作家はゴージャス村上。

## 活動
- コントライブ「できる7人」2012年4月13日＠ルミネtheよしもと
- コントライブ「できる7人」2012年6月15日＠ルミネtheよしもと
- コントライブ「できる7人」2012年9月28日＠ルミネtheよしもと
- トークライブ「できる7人」2012年10月8日＠ヨシモト∞ホール
- コントライブ「できる7人」2012年11月23日＠ルミネtheよしもと
- トークライブ「できる7人」2012年12月14日＠ヨシモト∞ホール
- コントライブ「できる7人」2013年2月3日＠ルミネtheよしもと
- トークライブ「できる7人」2013年2月11日＠ヨシモト∞ホール
- トークライブ「できる7人」2013年4月12日＠ヨシモト∞ホール
- 「できる7人」第6回本公演　2013年5月26日＠ルミネtheよしもと
- 「できる7人」トークライブ   2013年8月23日＠ヨシモト∞ホール
- 「できる7人」第7回本公演(再公演)  2013年9月22日＠銀座博品館劇場(16時公演/19時公演)
- 「できる7人」第8回本公演　2013年12月14日＠ルミネtheよしもと
- 「できる7人」トークライブ   2013年12月23日＠ヨシモト∞ホール
- 「できる7人」第9回本公演　2014年4月6日＠ルミネtheよしもと
- 「できる7人」トークライブ   2014年4月19日＠ヨシモト∞ホール
- 「できる7人」DVD収録ベストライブ公演　2014年8月23日＠ルミネtheよしもと
- 「できる7人」トークライブ   2014年8月30日＠ヨシモト∞ホール

## 過去出演番組
- BS吉テレ イベンジャーズ　－神イベコーナーに出演